# Campionato trinidadiano di calcio
Il campionato di calcio di Trinidad e Tobago ha come massima divisione la TT Pro League. Quest'ultima serie è diventata una lega professionistica nel 1999, dopo un periodo di semi-professionismo durato tre anni (1996-1999).

## Albo d'oro

### Port of Spain Football League
- 1908 Clydesdale F.C.
- 1909 Casuals
- 1910 Shamrock F.C.
- 1911 Shamrock F.C.
- 1912 Casuals
- 1913 Casuals
- 1914 Clydesdale F.C.
- 1915 Clydesdale F.C.
- 1916 Campionato sospeso per Prima guerra mondiale
- 1917 Campionato sospeso per Prima guerra mondiale
- 1918 Campionato sospeso per Prima guerra mondiale
- 1919 Queen's Park
- 1920 Royal Sussex
- 1921 Casuals
- 1922 Shamrock F.C.
- 1923 Shamrock F.C.
- 1924 Shamrock F.C.
- 1925 Shamrock F.C.
- 1926 Sporting Club F.C.
- 1927 Maple Club
- 1928 Maple Club
- 1929 Casuals
- 1930 Everton
- 1931 Everton
- 1932 Everton
- 1933 Queen's Royal College
- 1934 Casuals
- 1935 Casuals
- 1936 Sporting Club F.C.
- 1937 Sporting Club F.C.
- 1938 Casuals
- 1939 Notre Dame F.C.
- 1940 Casuals

- 1941 Casuals
- 1942 Colts
- 1943 Fleet Air Arm
- 1944 Shamrock F.C.
- 1945 Colts
- 1946 Notre Dame F.C.
- 1947 Colts
- 1948 Malvern United
- 1949 Malvern United
- 1950 Maple Club
- 1951 Maple Club
- 1952 Maple Club
- 1953 Maple Club
- 1954 Sporting Club F.C.
- 1955 Sporting Club F.C.
- 1956 Notre Dame F.C.
- 1957 Colts
- 1958 Shamrock F.C.
- 1959 Shamrock F.C.
- 1960 Maple Club
- 1961 Maple Club
- 1962 Maple Club
- 1963 Maple Club
- 1964 Paragon
- 1965 Regiment
- 1966 Regiment
- 1967 Maple Club
- 1968 Maple Club
- 1969 Maple Club
- 1970 Regiment
- 1971 Stagione non terminata
- 1972 Defence Force
- 1973 Defence Force

### National League
- 1974: Defence Force
- 1975: Defence Force
- 1976: Defence Force
- 1977: Defence Force
- 1978: Defence Force
- 1979: Police FC
- 1980: Defence Force
- 1981: Defence Force
- 1982: ASL Sports
- 1983: ASL Sports
- 1984: Defence Force

- 1985: Defence Force
- 1986: Trintoc
- 1987: Defence Force
- 1988: Trintoc
- 1989: Defence Force
- 1990: Defence Force
- 1991: Police FC
- 1992: Defence Force
- 1993: Defence Force
- 1994: Police FC
- 1995: Defence Force

### Lega semiprofessionistica
- 1996: Defence Force
- 1997: Defence Force
- 1998: Joe Public FC

### Lega professionistica
| Anno      | Campione          | Seconda               | Terza                 | Capocannoniere                                               | Capocannoniere |
| --------- | ----------------- | --------------------- | --------------------- | ------------------------------------------------------------ | -------------- |
| 1999      | Defence Force     | Joe Public            | W Connection          | Arnold Dwarika ( Joe Public)                                 | 45 gol         |
| 2000      | W Connection      | Defence Force         | San Juan Jabloteh     | Jason Scotland ( Defence Force)                              | 19 gol         |
| 2001      | W Connection      | Joe Public            | Defence Force         | Keith Gumbs ( San Juan Jabloteh)                             | 22 gol         |
| 2002      | San Juan Jabloteh | W Connection          | Joe Public            | Sean Julien ( Starworld Strikers)                            | 16 gol         |
| 2003      | San Juan Jabloteh | W Connection          | Port of Spain         | Randolph Jerome ( Port of Spain)                             | 28 gol         |
| 2004      | Port of Spain     | W Connection          | San Juan Jabloteh     | Jerren Nixon ( Port of Spain)                                | 37 gol         |
| 2005      | W Connection      | San Juan Jabloteh     | Morvant Caledonia Utd | Gefferson Goulart ( W Connection) Earl Jean ( W Connection)  | 14 gol         |
| 2006      | Joe Public        | W Connection          | San Juan Jabloteh     | Roan Nelson ( Joe Public) Anthony Wolfe ( San Juan Jabloteh) | 16 gol         |
| 2007      | San Juan Jabloteh | Joe Public            | W Connection          | Peter Byers ( San Juan Jabloteh)                             | 15 gol         |
| 2008      | San Juan Jabloteh | W Connection          | Port of Spain         | Devon Jorsling ( Defence Force)                              | 21 gol         |
| 2009      | Joe Public        | San Juan Jabloteh     | Morvant Caledonia Utd | Kerry Baptiste ( Joe Public)                                 | 35 gol         |
| 2010-2011 | Defence Force     | Morvant Caledonia Utd | Joe Public            | Devon Jorsling ( Defence Force)                              | 17 gol         |
| 2011-2012 | W Connection      | T&TEC                 | Morvant Caledonia Utd | Richard Roy ( Defence Force)                                 | 15 gol         |
| 2012-2013 | Defence Force     | Morvant Caledonia Utd | W Connection          | Devon Jorsling ( Defence Force)                              | 21 gol         |
| 2013-2014 | W Connection      | Central               | Defence Force         | Marcus Joseph ( Point Fortin Civic)                          | 16 gol         |
| 2014-2015 | Central           | W Connection          | Defence Force         | Devorn Jorsling ( Defence Force)                             | 21 gol         |
| 2015-2016 | Central           | San Juan Jabloteh     | Defence Force         | Makesi Lewis ( Police)                                       | 21 gol         |
| 2016-2017 | Central           | W Connection          | San Juan Jabloteh     | Akeem Roach ( Club Sando)                                    | 12 gol         |
| 2017      | Port of Spain     | W Connection          | Defence Force         | Neil Benjamin ( W Connection)                                | 12 gol         |
| 2018      | W Connection      | Central               | Club Sando            | Marcus Joseph ( W Connection)                                | 18 gol         |
| 2019-2020 | Defence Force     | La Horquetta Rangers  | Point Fortin Civic    | Saqkeem Joseph ( Club Sando)                                 | 11 gol         |
| 2023      | Defence Force     | Port of Spain         | Club Sando            | Nathaniel James ( Club Sando)                                | 16 gol         |
| 2023-2024 | Port of Spain     | Police                | Defence Force         | Kevon Woodley ( Morvant Caledonia Utd)                       | 16 gol         |

- Big Six[1]

| Anno | Vincitore         |
| ---- | ----------------- |
| 2005 | Utd Petrotrin     |
| 2006 | San Juan Jabloteh |
| 2007 | W Connection      |
| 2008 | San Juan Jabloteh |
| 2009 | Joe Public        |

## Vittorie per squadra
| Squadra                   | Vittorie |
| ------------------------- | -------- |
| Defence Force             | 22       |
| Maple Club                | 13       |
| Casuals                   | 10       |
| Shamrock F.C.             | 9        |
| Sporting Club F.C.        | 5        |
| W Connection              | 5        |
| Colts                     | 4        |
| San Juan Jabloteh         | 4        |
| Central                   | 3        |
| Clydesdale F.C.           | 3        |
| Everton F.C.              | 3        |
| Joe Public                | 3        |
| Notre Dame F.C.           | 3        |
| Police                    | 3        |
| Regiment                  | 3        |
| Port of Spain             | 2        |
| ASL Sports                | 2        |
| Malvern                   | 2        |
| Utd Petrotrin             | 2        |
| Fleet Air Arm             | 1        |
| Paragon                   | 1        |
| Queen's Park Cricket Club | 1        |
| Queen's Royal College     | 1        |
| Royal Sussex              | 1        |